# Великий Северный железнодорожный путь
Великий Северный железнодорожный путь — неосуществлённый проект железной дороги, соединяющей берег Баренцева моря с водными артериями Западной Сибири с дальнейшим продолжением на восток до Татарского пролива. Проект возник в начале XX века. Причиной возникновения проекта была необходимость связать будущие промышленные районы в бассейне рек Печора и Обь с морским портом в Мурманске или Архангельске. Со временем идея стала развиваться, и маршрут продолжили далее на юго-восток с целью освоения новых районов Сибири, расположенных значительно севернее Транссиба.

## Название
Вместо названия «Великий Северный железнодорожный путь» нередко использовали более короткое «Великий Северный путь». Но следует учесть, что до 1918 года, под Великим Северным путём иногда подразумевался Северный морской путь, но чаще для этого использовалось название «Великий Северный морской путь».
Название Великий Северный железнодорожный путь появилось в 1918 году. Вероятно, к появлению этого названия причастен Борисов А. А., который первым предложил проект северной железной дороги от Мурманска до Оби в 1915 году. До него были похожие проекты: Полярно-Уральская железная дорога, Восточно-Уральско-Беломорская железная дорога, Обдорская железная дорога.
Великий Северный железнодорожный путь в первом варианте (1918 г.) означал только Обь-Мурманскую железную дорогу, проходящую через Котлас. Только с 1928 года понятие «Великий Северный железнодорожный путь» стало обозначать железную дорогу от Санкт-Петербурга и Мурманска до берегов Тихого океана.
С 1928 года и до декабря 1931 название «Великий Северный железнодорожный путь» является единственным при обсуждении проектов будущей дороги, проходящей по Северу СССР и соединяющей три океана — Северный Ледовитый, Атлантический и Тихий. Это название являлось официальным и использовалось на партийных съездах.

## Предыстория
Проекты железных дорог на Севере России начали появляться во второй половине XIX века.
В 1869 году М. К. Сидоров планирует построить тракт и узкоколейную железную дорогу от с. Щугор на Печоре (ныне деревня Усть-Щугер до зауральского с. Ляпино (Саранпауль).
В середине 1870-х годов начались работы по строительству тракта и железной дороги, но в 1876 году губернские власти распорядились прекратить работы.
В 1881 году А. М. Сибиряков возобновляет строительство тракта с. Щугор — с. Ляпино. В 1886 году начинает оборудовать тракт для летнего использования и возвращается к идее Сидорова о строительстве узкоколейной железной дороги, но не осуществляет её. В 1888 году Сибиряков достраивает зимний тракт, получивший название Сибиряковский тракт.
В 1894—1897 годах ведётся строительство Вологодско-Архангельской железной дороги.
В 1894—1906 годах ведётся строительство Бодайбинской узкоколейной железной дороги длиной 44 км (Бодайбо — Васильевское) с целью освоения золотых приисков.
В 1895—1898 годах ведётся строительство Пермь-Котласской железной дороги.

## Вопросы освоения географического пространства
Появление проектов Великого Северного железнодорожного пути (ВСП) стало закономерным сразу после начала активной эксплуатации Транссиба. Логика экономического развития России заключается в последовательности продвижения на север в процессе поэтапного экономического освоения территорий — с соответствующим соединением на каждом новом этапе действующих и будущих промышленных и сельскохозяйственных районов новым широтным транспортным коридором, западный и восточный концы которого должны оканчиваться морскими портами (или иметь выход к уже имеющимся портам предыдущих, более южных широтных транспортных коридоров). При этом экономическая целесообразность строительства каждой новой широтной магистрали или её части наступает в одном из двух случаев:
1) в случае появления нужды в переброске огромного количества оборудования и техники в широтном направлении, необходимого для освоения месторождений. Именно этим обусловлено строительство СШХ
2) в случае комплексной экономической выгоды, когда широтная магистраль берёт на себя функции не только по освоению новых месторождений, но и экономически обоснованно перенимает на себя часть грузопотока более южной широтной магистрали. (Именно этим обусловлена необходимость в строительстве Севсиба, Белкомура и Баренцкомура.)
Согласно этой логике, после Транссиба, для районов, расположенных более чем в 200 км севернее от него, таковым коридором и должен был стать ВСП — и уже потом, после достаточного хозяйственного развития районов в 200—500 км к северу от него, можно было рассматривать возможность строительства ещё более северной широтной дороги, такой как, например, Трансполярная магистраль.
История, однако же, давно внесла свои коррективы в эту последовательность. Великая Отечественная война вынудила начать строить дорогу Воркута — Салехард — Игарка — Норильск (то есть Трансполярную магистраль), в то время как ВСП оставался проектом отдалённого будущего. Строительство дороги Воркута — Норильск, как и затем БАМ, было вызвано исключительно внешними военными угрозами; хозяйственное назначение этим дорогам приписывали уже по ходу проектирования. Транссиб в этом отношении отличался принципиально — решающим фактором, приведшим к началу его строительства, тоже была внешняя военная угроза, однако в первую очередь эта магистраль задумывалась для решения задач по развитию территорий и задач по ведению хозяйственной деятельности.

## Варианты маршрута
Самым известным и обсуждаемым был проект  А. А. Борисова, который в первой его версии (1915 год) подразумевал маршрут Мурманск — Котлас — Обь, а в версии от 1928 года — маршрут Мурманск — Котлас — Обь — Сургут — Енисейск — Татарский пролив. Борисов предлагал несколько вариантов маршрутов Великого Северного пути, при этом все они проходили через Котлас и пересекали реку Обь. Великий Северный железнодорожный путь по его замыслу должен был пересекать Обь примерно в 200-300 км ниже по течению от устья Иртыша, а далее идти через Сургут, Енисейск, северный берег Байкала и выходить к Татарскому проливу.
В 1916 году вопрос о строительстве железной дороги на Севере вновь ставится на обсуждение органов государственной власти и общественных организаций. На обсуждении в основном выносилось два направления:
- инженера В. Н. Вольтмана: Обь — Урал — Беломорская железная дорога, начинающаяся на Оби в селе Чемаши и заканчивающаяся в Архангельске
- художника А. Борисова: Обь — Котлас — Сорока с веткой от Котласа на Петроград (с началом в селе Самарове (Ханты-Мансийске)) и предполагающей экспорт через порт Мурманска под общим названием «Великий Северный железнодорожный путь». Трасса пути должна была протянуться от Оби через Котлас в Петроград, Архангельск и/или Мурманск[14].

В ноябре-декабре 1931 года происходит отказ от проекта Великого Северного ж/д пути в пользу освоения восточной части Севморпути (восточнее Карского моря), а в 1934 году умирает его создатель А. Борисов.

О судьбе второго борца за проект, профессора Виктора Михайловича Воблого, мне удалось узнать только то, что в 1930-х годах он принимал непосредственное и самое активное участие в строительстве Печорской железнодорожной магистрали, которую они с Борисовым считали одним из вариантов начала строительства Великого Северного железнодорожного пути. Дальнейшая его судьба мне неизвестна.
— Виктор Николаевич Ерёмин, кандидат исторических наук, член союза писателей России, в книге «Полярная магистраль» 2007, под редакцией Т. Л. Пашковой, стр. 103
Проект Великого Северного железнодорожного пути не был реализован ни в одном из его вариантов, в виду его неимоверно высоких трудозатратности и стоимости — и невозможности при этом хоть сколько-нибудь приблизительно просчитать срок окупаемости.
Если сравнить стоимость ВСП, например, в варианте Борисова от 1928 года, со стоимостью Транссиба, то стоимость ВСП несопоставимо выше. Тому есть две причины:
1) огромное количества факторов природного характера, в первую очередь, касающихся геологии
2) крайне низкие заселённость и хозяйственная освоенность территорий севернее Транссиба.
Именно по этим причинам ВСП невозможно построить сразу, как Транссиб, а лишь по мере освоения новых промышленных районов — к которым сначала строятся ответвления от Транссиба, и только при достаточном количестве таких лучей целесообразно прокладывать новый широтный маршрут.

## Настоящее время
Такой транспортный коридор становится всё более потенциально востребованным по мере освоения природных ресурсов вдоль этого маршрута, а также по мере роста грузопотока из Китая и Азиатско-Тихоокеанского региона в Европу. Сегодня Великий Северный железнодорожный путь уже частично существует в виде Печорской железной дороги и БАМа, а также в виде проекта Севсиба в варианте № 5 в исполнении Сибгипротранса от 1983 года. Таким образом, чтобы ВСП стал реальностью, осталось построить Севсиб.

## Комментарии
1. ↑  Вот примеры использования названия «Великий Северный путь» в контексте морского пути:

  - в статье «Великий северный путь и перспективы экономического подъема Сибири» в журнале «Русское судоходство», 1912, февраль. Ссылка на эту статью приведена на стр. 399 книги[1]
  - «Быть может теперь уже совсем близок тот день, когда во всеоружии науки „российский Колумб“, как говорил М. В. Ломоносов, смело и безбоязненно поплывет по Великому Северному пути» 1.1 «Архангельск», 1915, 4 сентября.[2]
  - в статье Л. Старокадомского «О великом северном пути» в журнале «Мореплавание и судоходство», 1916, № 3—4.[3]
  - «В страну будущего» (Великий северный путь из Европы в Сибирь через Карское море). Нансен Фритьоф. 1915.[4]]
2. ↑  Еще летом 1918 г. со стороны уполномоченных норвежского банка братьев Ганновег, художника А. А. Борисова и профессора В. М. Воблого поступило предложение соорудить на концессионных началах северную железную дорогу по линии: река Обь — Котлас — Сорока — Мурманск, проект которой получил название Великого северного пути. Концессионеры просили предоставить им исключительное право на эксплуатацию лесных массивов в бассейнах рек Оби и Печоры, площадью до 8 миллионов десятин[5].
3. ↑  В 1919 году это название уже используется в постановлениях Ленина «О Великом Северном пути» и «О предоставлении концессии на Великий Северный железнодорожный путь», вот проект одного из такого постановлений: 

О ПРЕДОСТАВЛЕНИИ КОНЦЕССИИ НА ВЕЛИКИЙ СЕВЕРНЫЙ ЖЕЛЕЗНОДОРОЖНЫЙ ПУТЬ 191

ПРОЕКТ ПОСТАНОВЛЕНИЯ СНК

1) СНК признает направление дороги и общий план её приемлемым;

2) признает концессии представителям иностранного капитала вообще, с принципиальной точки зрения, допустимыми в интересах развития производительных сил;

3) данную концессию признает желательной и осуществление её практически необходимым;

4) для ускорения практического и окончательного решения предложить инициаторам представить доказательства их ссылок на их связи с солидными капиталистическими фирмами, способными выполнить дело и подвезти материалы;

5) поручить особой комиссии в 2-недельный срок представить окончательно проект договора;

6) в 2-недельный срок поручить военному комиссариату дать заключение с стратегической и военной точек зрения.

Написано 4 февраля 1919 г.

Впервые напечатано в 1933 г. в Ленинском сборнике XXIV Печатается по рукописи.[6]
4. ↑  В 1915 году в Петрограде вышла книга Борисова А. «Обь-Мурманская железная дорога», в которой он впервые предложил проект ж/д транспортного сообщения от Мурманска до Оби. Сам Борисов ещё в 1911 году не думал о железной дороге до Оби через Ухтинские леса — в 1911 году он публикует очередные соображения о водном пути из Баренцева моря до Сибири под названием «Еще о великом водном пути из Сибири в Европу».
5. ↑  "Еще в 1928 г. в газете «Известия» появилась статья профессора В. М. Воблого и полярного художника А. А. Борисова, в которой высказывалось предложение о строительстве Великого Северного железнодорожного пути, который соединил бы собою три океана — Северный Ледовитый, Атлантический и Тихий 1. Авторы проекта ратовали за постройку трансконтинентальной железнодорожной линии от Советской Гавани на востоке через Хабаровск, Киренск, Енисей, устье Иртыша, Урал, Котлас, Сорока, Мурманск. Строительство магистрали трех океанов, по мысли авторов, могло решить все транспортные проблемы Севера и привести к значительному подъему производительных сил страны"[7].
6. ↑  "Сам А. А. Борисов продолжал публикации статей в различных газетах и журналах с пропагандой и защитой проекта. Вот что он писал в 1929 году по поводу маршрута восточной части магистрали: «Перейдя реку Обь (по-видимому, в пределах 200—300 км вниз по течению от устья Иртыша, — В. С.), она направится на город Сургут (единственный в этом месте). Далее железная дорога идет на город Енисейск, большой центр северной части Западной Сибири. Отсюда Великий Северный путь делится надвое: одна часть его идет на Канск, и этим сокращается железнодорожный пробег грузов и пассажиров от Иркутска до Ленинграда более чем на 1000 километров. Вторая часть идет на северный конец Байкала и сливается с Амурской железной дорогой, сокращая пробег с Дальнего Востока на Запад более чем на 1500 километров…»[12]. Впрочем, имелись и другие варианты маршрута ВСП, некоторые из них приближались к полярному, а другие, наоборот, «спускались» к Томску"[13].
7. ↑  В ноябре 1931 г. в Москве был созван первый пленум постоянного совещания по проблемам сооружения Великого Северного пути, на котором присутствовали представители центральных Наркоматов, ученые Москвы и Ленинграда, руководители плановых органов Урала, Сибири и Дальнего Востока. На этом пленуме выступили не только сторонники проекта Воблого, но и его противники. Представители НКПС, говоря о перспективах транспортного строительства на Севере, подвергли проект Великого Северного пути, как необоснованный, резкой критике. Большинство выступавших высказалось против проекта Воблого. Сооружение трансконтинентального железнодорожного пути было отвергнуто, и признана целесообразной постройка железных дорог только на участках Тайшет — Усть-Кут и к побережью Тихого океана. Вместе с тем, учитывая в общем положительные результаты арктического мореплавания, пленум совещания рекомендовал всемерно развивать его во второй пятилетке. 
Перед «Комсеверопути» была выдвинута задача быстрейшего освоения восточной части Северного морского пути, что «даст возможность, — как говорилось в решении пленума,— установить смычку его через Таймыр с освоенным Карским морем»3. Пленум указал «Комсеверопути» на необходимость перестройки всей его работы в сторону обслуживания внутреннего рынка Союза, в частности, перевозки графита и слюды, а также освоения рыбных и зверобойных бассейнов. По докладам О. Шмидта (Арктический институт) и А. И. Толмачева (Полярная Комиссия АН СССР), пленум совещания решил объединить планирование и координацию всех работ на Севере в одном органе — специальном бюро при президиуме Академии наук СССР.

Окончательное поражение сторонники Великого Северного пути потерпели на Всесоюзной конференции по размещению производительных сил на Севере во второй пятилетке, состоявшейся при Госплане СССР в ноябре 1931 г. В заключительном слове, подводя итоги конференции, представитель Президиума Госплана подчеркнул, что экономическую политику на Севере следует ориентировать не на создание магистрали «трех океанов», а на включение народного хозяйства Севера в общее социалистическое строительство Союза.

Представителем «Комсеверопути» был поднят вопрос об объединении всей работы на Севере «в каком-нибудь одном органе». Он предложил превратить в такой орган Комитет по делам северного хозяйства при Совете Народных Комиссаров СССР. Полемика с группой профессора Воблого активизировала советских ученых разных специальностей и объединила их усилия в разработке проблем арктического мореплавания. Участие СССР во Втором Международном полярном году способствовало этому. В кругах советской научной общественности сложилось твердое убеждение в реальности сквозного плавания по Северному морскому пути.[15]